# 蕭而化
蕭而化（1906年6月29日—1985年12月21日）出生於江西省萍鄉縣赤山鄉，台灣作曲家、作詞家、音樂教育家。台灣師範大學音樂系創系教授。。其父蕭師兆曾於日本東京大學攻讀法律，之後擔任萍鄉縣教育局長以及江西省駐會參議員等職。

## 生平
蕭而化幼年住在石洞口東村，另曾居住外祖父家一年。與弟弟妹妹和其堂兄弟在自辦的學堂接受啟蒙教育，由於父親與外祖父同樣喜愛繪畫與音樂，蕭而化因此產生對藝術的興趣。從小便喜歡作畫，也自學各種樂器，包括蕭、笛、琵琶、南胡、月琴、三弦等。
蕭而化在故鄉就讀幾年小學後，於十五歲前往湖南長沙就讀曾辦過藝術專修科的嶽雲中學。同學中有日後成為音樂家的賀綠汀、劉已明等人。1925年，蕭而化畢業於該校，前往當時的上海，而上海是當時一個受西方文化影響最深的海港型商埠。蕭而化進入了1926年剛創校成立的立達學園就讀。立達學園以教授新文藝、西方藝術與音樂為主，規模雖不大，但因創校者在藝文界頗負盛名，形成了藝術氛圍濃厚的學習環境。蕭而化在此開始接受基礎的西洋美術與音樂訓練，也受到豐子愷很多的指導與影響。1927年，蕭而化從立達學園畢業後，前往杭州就讀國立杭州藝術專科學校研究院學習油畫，但未及畢業，在就讀一年後即因經濟因素而離校，在南昌省立第二中學擔任教職。
1930年，自從蕭而化開始接觸西洋音樂之後，便希望能夠鑽研音樂領域。但礙於本身相關知識的不足，對他而言，放棄美術往音樂發展是一個挑戰。他開始自學，為繼續深造作準備，並向上海租借區的外國書店，購買一套英美學校用的音樂理論教科書，和一本英中大字典，一字一句地鑽研和聲學等音樂理論。1933年，直屬於江西省教育廳的「江西推行音樂教育委員會」成立，蕭而化曾受聘擔任該會所發行之《音樂教育》月刊編輯，亦曾擔任江西音樂師資訓練班教師。《音樂教育》日後成為全國重要的音樂期刊。蕭而化於1935年前往日本深造，並且成為當年報考日本國立上野東京音樂學校作曲科的中國學生中，唯一的錄取者。
蕭而化從日本回國之後，於1942年任職萍鄉中學，沒多久，福建音樂專科學校校長盧冀野延攬蕭而化，擔任該校教務主任。不久盧校長因故辭職，蕭而化受命代理校長，並於1943年年底正式成為校長。在他擔任校長的期間，該校被譽為師資陣容最強大的黃金時期。他把學校經營得很好，培養了良好的校風，發展學校民主進步的思想。儘管處於抗戰時期，仍吸引了各地音樂青年來此求學。1944年受到「黃飛立老師事件」的波及，蕭而化揮別了校長一職，但仍擔任教授職務，直至1946年2月福建音專從永安遷校到福州後，蕭而化才離校。
1946年6月5日台灣省立師範學院正式成立，蕭而化剛好放假到台灣旅遊，由於其音樂專業能力，且曾擔任過福建音專校長一職，省立師範學院院長李季谷邀請蕭而化留在台灣，協助師範學院音樂系設立。1946年8月，蕭而化正式擔任台灣省立師範學院音樂專修科主任，1948年正式設立音樂系，許多相關行政流程都是由蕭而化親自完成。1949年音樂系主任由戴粹倫接任後，蕭而化依然在教授作曲理論。台灣第二代專業作曲人才在學習過程中，受到蕭而化不同程度的影響。
除了教學之外，蕭而化也利用課餘時間投入研究工作，並參與國家重要的音樂活動，包括曾擔任「中華民國音樂學會」常務理事、《新選歌謠》月刊的審查委員、教育部學術審議委員會委員、音樂教科書審查委員、中華文藝獎學會委員會評審委員、中山文藝獎金委員會評審委員、以及教育部「音樂名詞編審委員會」委員……等職務。
礙於健康的因素而於1972年提前退休的蕭而化，在兒女們的安排下於1977年偕同夫人前往美國洛杉磯定居，1985年12月21日上午，身體不適，回房休息後即溘然長逝。

## 著名作品

### 作詞、譯詞
- 專輯鳳飛飛精粹，第11首，白髮吟
- 卡帶鳳飛飛精粹，B面第2首，白髮吟
- 老黑爵
- 散塔露琪亞
- 哦，蘇珊娜

### 作曲
- 織女歌
- 遠別離
- 西湖好
- 黃鶴樓
- 福建省立農學院院歌
- 國立臺灣師範大學校歌
- 國立臺南護理專科學校校歌
- 高雄市市歌
- 臺南市立忠孝國民中學校歌
- 臺北市立金華國民中學校歌
- 屏東縣立明正國民中學校歌
- 臺中市立臺中第二高級中等學校校歌
- 臺北市立第一女子高級中學校歌
- 臺北市立中山女子高級中學校歌
- 臺北市立華江高級中學校歌
- 國立嘉義女子高級中學校歌
- 國立花蓮女子高級中學校歌
- 國立善化高級中學校歌
- 金甌女子高級中學校歌
- 國立成功大學校歌
- 反共抗俄歌
- 中華民國海軍軍官學校校歌
- 臺北市立大安高級工業職業學校校歌
- 國立後壁高級中學校歌